# Yuva
Yuva er en indisk Bollywood-film fra 2004, instrueret af Mani Ratnam.

## Medvirkende
- Abhishek Bachchan
- Rani Mukherjee
- Ajay Devgan
- Esha Deol
- Vivek Oberoi
- Kareena Kapoor
- Om Puri